# Kokrajhar
Kokrajhar (en asamés: কোকৰাঝাৰ ) es una localidad de la India, centro administrativo del distrito de Kokrajhar, estado de Assam.

## Geografía
Se encuentra a una altitud de 48 m s. n. m. a 223 km de la capital estatal, Dispur, en la zona horaria UTC +5:30.

## Demografía
Según estimación 2010 contaba con una población de 32 861 habitantes.